# 山岡祐也
山岡 祐也（やまおか ゆうや、1985年5月17日 - ）は、日本の元男子バレーボール選手。

## 来歴
高知県高知市出身。高知高等学校を卒業後、順天堂大学へ進学。大学では東日本大学バレーボール選手権大会でベストセッター賞を受賞した経歴を持つ。大学卒業後の2008年にFC東京へ入団した。
2009-2010年Vプレミアリーグ・レギュラーラウンドではスタメン出場の機会も増え、セッターとしてチームに貢献した。
2017年、2016/17シーズン終了をもって引退。

## 所属チーム
- 高知高校
- 順天堂大学
- FC東京（2008-2017年）